# ОШ „Војислав Вока Савић” Лазаревац
ОШ „Војислав Вока Савић” Лазаревац почела је са радом 1889. године, на месту које се звало Караберзије, као најстарија школа у граду. Поред ученика из Лазаревца наставу су похађали ученици и из Чибутковице, Бурова и Дрена.
Нову школску зграду Лазаревчани подижу 1906. године. Први учитељи су били поп Марко из Маркове Цркве, учитељица Јелена непознатог презимена за коју се зна да је завршила Учитељску школу у Београду. Као четвороразредна основна школа ради до 1955. године. Тада се спаја са Прогимназијом и добија ново, садашње име „Војислав Вока Савић”, по борцу из Другог светског рата.
Данашња зграда је почела да се гради 5. септембра 1958. године, а довршена је 1959. године, када је почела са радом. Тада је имала 728 ђака, а  данас има 1043 ученика.
Данашња школа поред матичне школе у Лазаревцу, у свом саставу има и три подручна одељења: Шопић, Дрен и Бурово.
У непосредној близини школе је црква посвећена Светом Димитрију, која је уједно и спомен костурница изгинулих српских и аустроугарских ратника током Колубарске битке у Првом светском рату.